# Halecium reduplicatum
Halecium reduplicatum är en nässeldjursart som först beskrevs av John Fraser 1935.  Halecium reduplicatum ingår i släktet Halecium och familjen Haleciidae. Inga underarter finns listade i Catalogue of Life.